# Susanne S. Renner

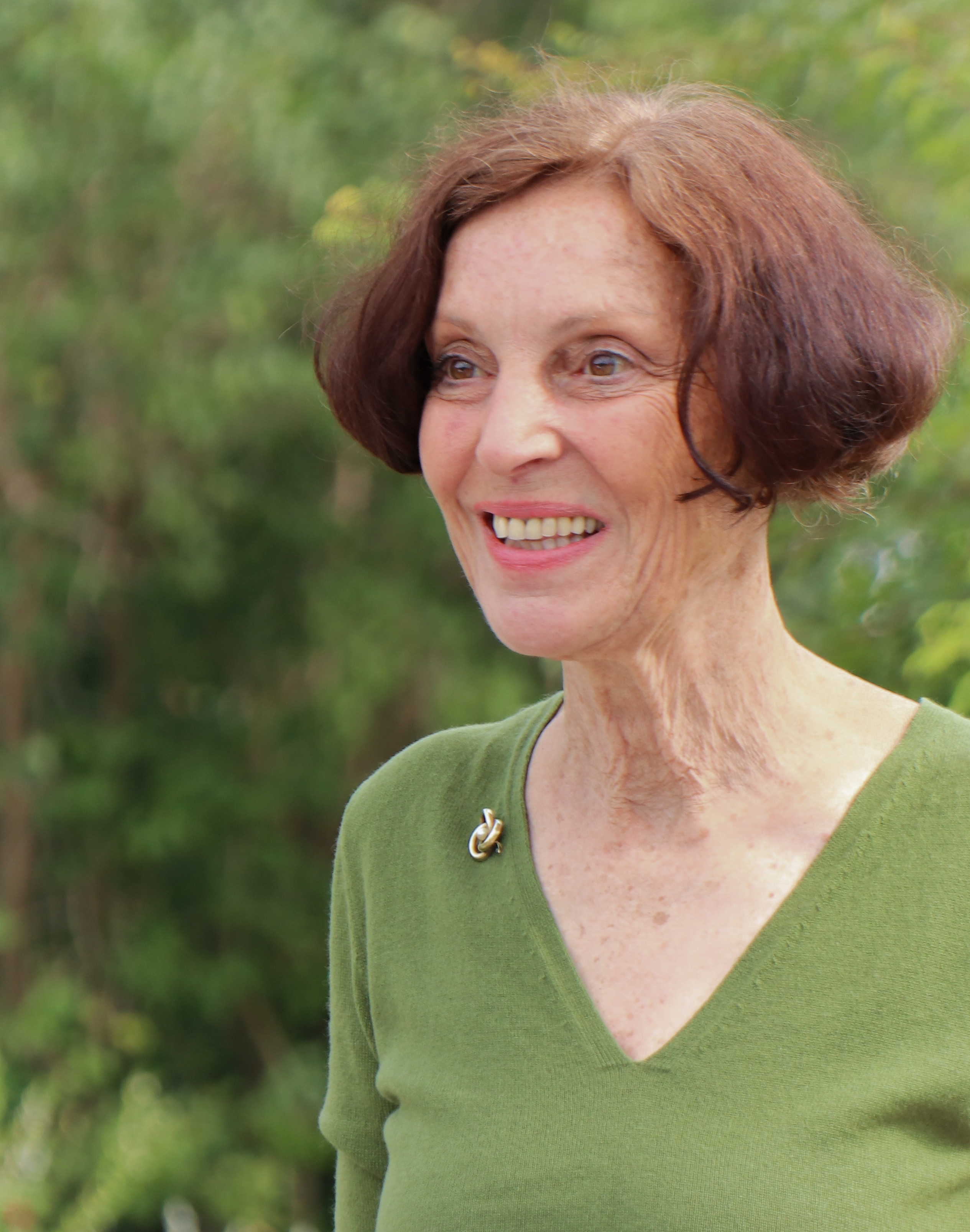
Susanne S. Renner (Sommer 2020)

Susanne Sabine Renner (* 5. Oktober 1954 in Tübingen) ist eine deutsche und US-amerikanische Botanikerin. Sie ist emeritierte Professorin der Biologie an der Ludwig-Maximilians-Universität in München, war bis 2020 Direktorin des Botanischen Gartens München-Nymphenburg und Direktorin der Botanischen Staatssammlung München. Ihr botanisches Autorenkürzel lautet „S. S. Renner“. Sie ist verheiratet mit Robert E. Ricklefs.

## Akademische Laufbahn
Susanne Renner erhielt 1980 ihr Diplom und 1984 den Doktorgrad in Biologie an der Universität Hamburg. 1992 habilitierte sie in systematischer Botanik. Von 1987 bis 1992 war sie Associate Professor am Botanischen Institut der Universität Aarhus. Anschließend war sie von 1993 bis 1996 Inhaberin einer Professur am Institut für Spezielle Botanik an der Johannes Gutenberg-Universität Mainz. Von 1996 bis 2006 war sie Professorin an der University of Missouri–St. Louis, an die einer der größten botanischen Gärten weltweit, der Missouri Botanical Garden, angeschlossen ist. Seit 2003 hat sie den Lehrstuhl für systematische Botanik an der Ludwig-Maximilians-Universität inne, ist Direktorin des Botanischen Gartens München-Nymphenburg, der Botanischen Staatssammlung und des Herbariums der Universität (MSB). Ihre einflussreichsten (meistzitierten) wissenschaftlichen Arbeiten behandeln Diözie bei Bedecktsamern. und Biogeographie und Phylogenese der Lorbeerartigen
Seit 2005 ist Renner gewähltes Foreign member der Königlich Dänischen Akademie der Wissenschaften, seit 2009 gewähltes Mitglied der Bayerischen Akademie der Wissenschaften und der Leopoldina und seit 2018 Mitglied der American Academy of Arts and Sciences. Von 2011 bis 2020 war sie Präsidentin der Bayerischen Botanischen Gesellschaft, und 2021 wurde sie zum Ehrenmitglied der Berlinischen Gesellschaft Naturforschender Freunde, gegründet 1773, ernannt.